# Herman Potočnik
Herman Potočnik (pseudónimo Hermann Noordung) (*n: Pola 22 de diciembre de 1892 — †Viena 27 de agosto de 1929) fue un ingeniero esloveno especialista en cohetes, y un pionero en astronáutica, muy conocido por su trabajo pionero sobre largas estancias del hombre en el espacio, concepto explicado por primera vez en 1928 en su libro editado en alemán con el título Das Problem der Befahrung de Weltraum  ( El problema de los vuelos espaciales ) - en el que diseñó una estación espacial en forma de rueda de la que calculó el órbita geoestacionaria, en que se basó Arthur C. Clarke para escribir su famoso artículo sobre satélite geoestacionarios de comunicaciones con el título "Extraterrestrial relays" en la revista Wireless World en octubre de 1945.
Potocnik, nació en 1892 en Pola entonces en la Kustenland de Austria en la monarquía e imperio dual de Austria-Hungría (la ciudad natal en la actualidad se denomina Pula y forma parte de Croacia). Su familia era originaria de Eslovenia.
El significado de su seudónimo Noordung sigue siendo un misterio, pero se sugirió que su nombre fue utilizado para demostrar el problema del Caos ( Ordnung , en alemán: el "orden";  ordunga , en esloveno: popular, la "N" la habría añadido para dar el sentido de "sin orden").
Herman Potočnik murió en la pobreza en 1929 de una neumonía en Viena, Austria, a la edad de 36 años.

## Referencias

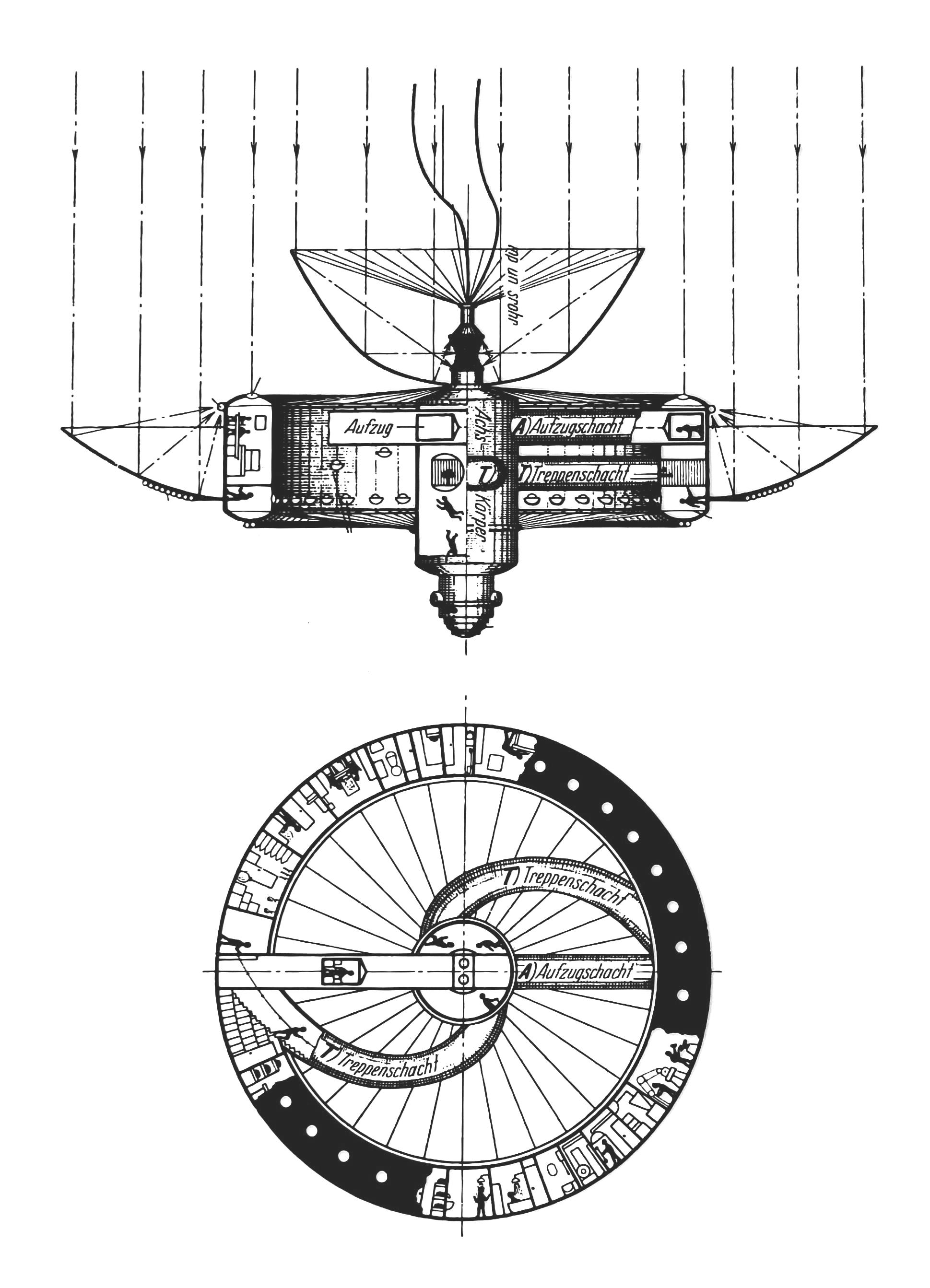
Estación espacial diseñada por Potočnik, en el año 1929